# 三女神 (印度教)
三女神（英語：three goddesses，羅馬化：tridevī）是一個印度教當中結合三位女神作爲三相神之配偶或女性版本的概念（實際含義視宗派而異）。此形象時常被擬人化爲印度教女神辯才天女、吉祥天女、雪山神女三者。在性力派的教義中，此三位女神是至高神「摩诃提毗」之顯靈。

## 三女神
- 辯才天女（天城體：सरस्वती，IAST：sarasvatī，藏語：དབྱངས་ཅན་མ།），簡稱辯才天，音譯為薩拉斯瓦蒂、娑羅室伐底，是婆羅門教、印度教的一個重要女神，代表著醫療、子嗣、財富、智慧、美貌、音樂；傳統上她被認為是主神梵天的妻子。
- 吉祥天女（天城體：लक्ष्मी, IAST: Lakṣmī），意譯為吉祥天女、大功德天或寶藏天女，是婆羅門教-印度教的幸福與財富女神，傳統上被認為是毗濕奴的妻子。
- 雪山神女（梵語：पार्वती Pārvatī，字面意思是山的女兒；音為帕爾瓦蒂，又古名：umapati；音為烏摩缽底），又稱為烏摩天妃或大自在天妃，印度教女神，主神濕婆的妻子。